# Rive d’Arcano
Rive d’Arcano (friuli nyelven Rivis Darcjan, helyi nyelvjárásban Rives Darcjan) település Olaszországban, Friuli-Venezia Giulia régióban, Udine megyében. Lakosainak száma 2346 fő (2023. január 1.). Rive d’Arcano Colloredo di Monte Albano, Dignano, Fagagna, Majano, San Vito di Fagagna, Coseano és San Daniele del Friuli községekkel határos.

## Népesség
A település népességének változása:
| Lakosok száma | 2464 | 2467 | 2346 |
|               | 2017 | 2018 | 2023 |